# Lyndon Bolton
Lyndon Bolton (né le 25 mai 1899 à Londres, mort le 7 avril 1995) est un cavalier britannique de concours complet.

## Biographie
Il va à Bedford School de 1906 à 1917 puis est élève de l'Académie royale militaire de Woolwich. Il sert dans la British Army en 1918 pendant la Première Guerre mondiale.
Il devient membre de l'équipe d'équitation du Royaume-Uni dans les années 1930.
Il sert pendant la Seconde Guerre mondiale au sein de la Royal Horse Artillery en France et en Afrique du Nord. Il est promu brigadier dans la 15e division d'infanterie. Il reçoit l'ordre du Service distingué en 1941 et 1945.
Il participe aux Jeux olympiques d'été de 1948 et finit 27e de l'épreuve de concours complet.
Il entraîne l'équipe d'Irlande pendant les Jeux olympiques d'été de 1964.

## Source, notes et références
- (en) Cet article est partiellement ou en totalité issu de l’article de Wikipédia en anglais intitulé « Lyndon Bolton » (voir la liste des auteurs).